# Vallonia declivis
Vallonia declivis е вид коремоного от семейство Valloniidae.

## Разпространение
Видът е разпространен в Австрия, Германия, Полша, Словакия, Франция и Швейцария.